# Maïdan (Kolkata)

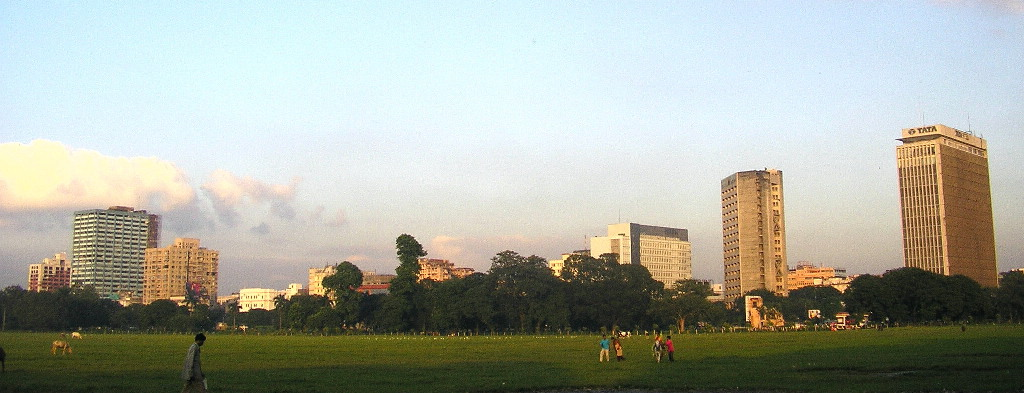
L'horizon de Chowringhee vu à partir du Maïdan

Le Maïdan est un vaste espace vert, avec deux pièces d'eau, situé au cœur de la ville de Calcutta (Inde) et entourant le fort William, en bordure du fleuve Hooghly. À l'origine l'espace était simplement la zone ouverte sur trois côtés du fort William qui pour des raisons de sécurité devait rester libre de toute construction. L'espace, qui est toujours domaine militaire, est aujourd'hui le berceau de nombreux terrains de jeux et sports, occupés par divers clubs officiels ou non, notamment le célèbre stade de cricket Eden Gardens, dans sa partie septentrionale, et l'hippodrome de Calcutta dans sa partie méridionale. Il est toujours le terrain des défilés militaires de l'Eastern Command de l'armée indienne, ce pourquoi il est également connu sous le nom de Brigade Parade Ground.  
Le Maïdan est un espace historique et culturel de la ville de Kolkata, mais aussi un centre de loisirs et de divertissements pour ses habitants qui en raison de la fraîcheur et la verdure qu'il fournit à la métropole, l'appellent volontiers le  « poumon de Calcutta ». Il est également le lieu préféré des rassemblements politiques de grande ampleur.

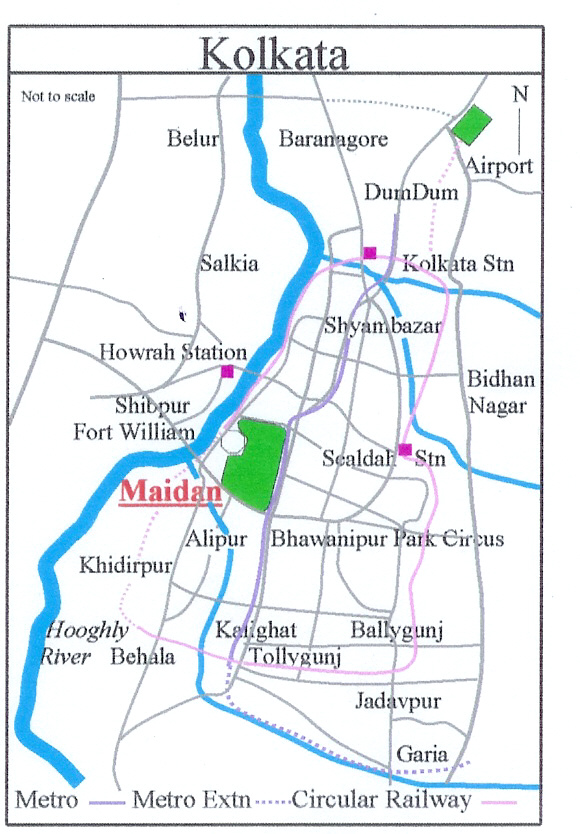
Le Maïdan sur la carte de Calcutta.

## Histoire
Le Maïdan qui, du nord au sud, s'étend sur 3,2 km et est long de 1,6 km d'est en ouest, est créé en 1757 lorsque le fort William est édifié là ou se trouve le village de Gobindapur. La jungle l'entourant est nettoyée de sa végétation sauvage et débarrassée des bêtes dangereuses, tigres, léopards, crocodiles et serpents, qui l'infestent, comme des brigands s'y cachant, à l'affut des pèlerins qui descendent la route (aujourd'hui Chowringhee Road) allant vers le temple de Kalighat.  
La création du Maïdan entraîne un développement du quartier de Chowringhee et un déplacement de la population européenne vers le sud. Ce qui était la route vers le cimetière (Burial ground street) devient le quartier florissant de Park Street. La bourgeoise aisée bengalie occupe la partie septentrionale de la nouvelle ville de Calcutta (Sobhabazar, Pathuriaghata, Jorasanko). Juridiquement, jusqu'en 1847, le fort et son Maïdan ne relèvent pas de l'administration urbaine. 
Le Maïdan reste largement intact à l'exception des routes et des voies de tramways qui le traversent. En 1882, des tramways à vapeur le traversent, allant de Chowringhee à Kalighat et Kidderpore. En 1889, ils sont électrifiés. Plus récemment (en 1984) la ligne de métro nord-sud de Calcutta est construite en bordure orientale du Maïdan, suivant le tracé de Chowringhee Road, avec ses trois stations desservant le parc : Maïdan, Park Street et Esplanade.

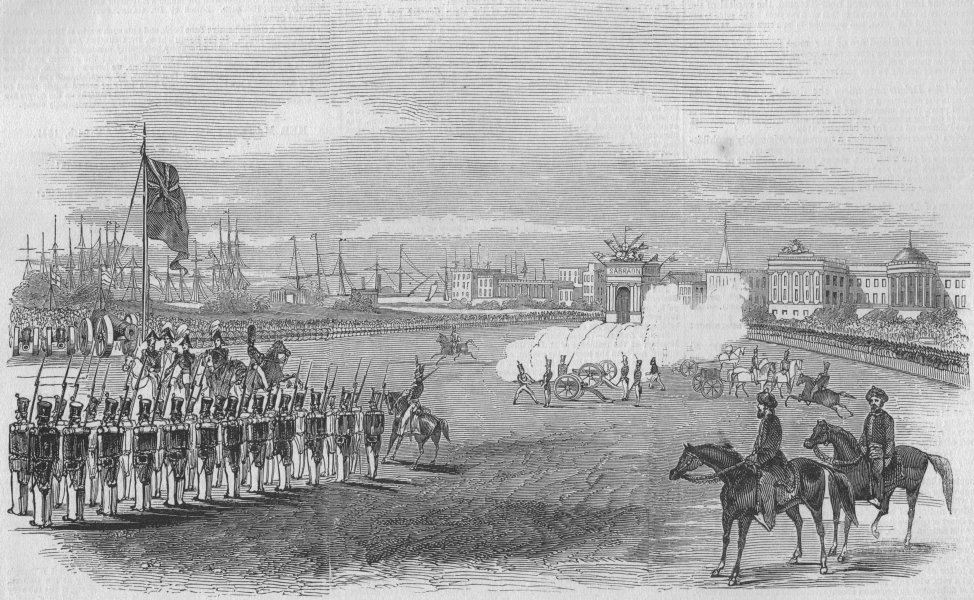
Défilé militaire en 1847 (à droite: le palais du Vice-Roi)

## Les alentours
Les alentours connaissent un grand nombre d'activités de construction.  

### Au nord
- Le Shaheed Minar (Monument Ochterlony), construit en 1825, est une colonne monumentale,  monument aux morts, victimes de la lutte pour l'indépendance de l'Inde.
- Le Raj Bhavan, construit en 1803 comme Government House de la Compagnie orientale des Indes devient la résidence officielle du Vice-roi de l'Inde en 1858. Il est aujourd'hui la résidence du gouverneur de l'État du Bengale-Occidental.
- Le stade de cricket Eden Gardens, créé en 1864 peut aujourd'hui recevoir 65 000 spectateurs, après sa dernière rénovation (2011).
- Le Netaji Indoor Stadium

### A l'est
- Chowringhee Road, une des artères commerciales les plus animées de Calcutta.

- Le Musée indien, créé d'abord comme section de la Société asiatique (1814) est transféré dans de nouveaux bâtiments sur Chowringhee Road en 1887.

### Au sud
- La cathédrale anglicane Saint-Paul est construite de 1839 à 1847, et consacrée en 1874.
- Le Victoria Memorial, dans un enclos formant jardin, est conçu dès 1901 et achevé en 1921.
- L'hippodrome de Calcutta (Race course), se trouve depuis 1819 sur son site actuel.